# Dzieje Polski (cykl powieści)
Dzieje Polski – 29-tomowy cykl powieściowy dotyczący historii Polski autorstwa Józefa Ignacego Kraszewskiego.

## Historia
Cykl napisany został przez Józefa Ignacego Kraszewskiego w drugiej połowie XIX wieku, w latach 1876–1889, przypadający na trzeci okres twórczości pisarza. Kraszewski przebywał wówczas na emigracji i w swojej twórczości zwrócił się w stronę historii Polski, poświęcając się całkowicie gatunkowi powieści historycznej. Inicjującą powieścią cyklu była napisana w 1876 roku Stara baśń, opisująca przedchrześcijańskie korzenie państwowości polskiej, a zamknęły go Saskie ostatki, osadzone w czasach poprzedzających rozbiory Polski.
Cykl był wielokrotnie wydany w Polsce. Po raz pierwszy wydrukowany został w XIX wieku przez drukarnię Stanisława Orgelbranda oraz wydawcę Michała Glücksberga. W okresie międzywojennym serię opublikowało wydawnictwo Zygmunta Arcta, a po II wojnie, w latach 50.–90., seria ukazała się dzięki Ludowej Spółdzielni Wydawniczej.
Wznowienia ukazały się po roku 1990. w ofercie wielu polskich wydawców. Cały cykl znajduje się również w domenie publicznej m.in. zdigitalizowany został w projekcie Wikiźródła.

## Części cyklu
- 1. Stara baśń (1876) – akcja rozgrywa się w IX wieku, gdy miejsce legendarnego księcia Polan – Popiela – w wyniku zbrojnego przewrotu zajmuje dynastia Piastów[2] .

- 2. Lubonie (1876) – akcja rozgrywa się w latach 964–973, od przybycia czeskiej księżniczki Dobrawy do Polski i poślubienia Mieszka I do momentu śmierci niemieckiego cesarza Ottona I[3] .

- 3. Bracia Zmartwychwstańcy (1876) – akcja powieści osadzona jest na początku XI wieku, a jej miejscem jest Polska pod panowaniem Bolesława Chrobrego[4] .

- 4. Masław (1877) – akcja powieści toczy się w XI wieku w czasie tzw. reakcji pogańskiej, która spowodowała ucieczkę z kraju księcia Kazimierza. Przyczynił się do tego bunt możnych, najazd czeski oraz wybuch wewnętrznych zamieszek społecznych. Bohaterem jest Masław, który próbuje założyć na terenie Polski nowe pogańskie państwo[5] .

- 5. Boleszczyce (1877) – akcja toczy się w XI wieku u schyłku panowania Bolesława Śmiałego (1042–1082). Tytułowi Boleszczyce to drużyna książęca – przyboczna straż władcy[6] .

- 6. Królewscy synowie (1877) – bohaterami powieści są dwaj przyrodni bracia, synowie księcia Władysława Hermana – Zbigniew oraz Bolesław Krzywousty. Akcja osnuta jest na wątku ich rywalizacji na tle panoramy dziejów Polski przełomu XI i XII wieku[7] .

- 7. Historia prawdziwa o Petrku Właście palatynie, którego zwano Duninem (1878) – akcja toczy się w połowie XII wieku. Państwo polskie jest podzielone na dzielnice rządzone przez czterech książąt, synów Bolesława Krzywoustego. Najstarszy z nich, Władysław Wygnaniec jest księciem zwierzchnim, czyli seniorem. Jego ambitna żona Agnieszka austriacka namawia go, by wystąpił przeciwko braciom i przejął całkowitą kontrolę nad całym krajem. Tytułowym bohaterem jest Piotr Włostowic możnowładca śląski z rodu Łabędziów[8] .

- 8. Stach z Konar (1878) – akcja powieści toczy się w okresie rozbicia dzielnicowego Polski w latach 1177–1194. Trwa rywalizacja pomiędzy dwoma synami Krzywoustego – starszym księciem Mieszkiem oraz Kazimierzem Sprawiedliwym. Tytułowy Stach z Konar jest wiernym sługą księcia Kazimierza, który chce się zrehabilitować po błędach młodości[9] .

- 9. Waligóra (1880) – akcja powieści toczy się w XIII-wiecznej Polsce w latach 1226–1227. Głównym motywem jest konflikt pomiędzy rodami Odrowążów i Gryfitów. Przedstawicielem tego pierwszego jest tytułowy bohater, Mszczuj zwany Waligórą, brat biskupa krakowskiego Iwona Odrowąża, a do drugiego należy wichrzyciel i spiskowiec Jaszko[10] .

- 10. Syn Jazdona (1880) – akcja powieści odbywa się w XIII-wiecznej Polsce w czasach Bolesława Wstydliwego i Leszka Czarnego. Jest to okres pomiędzy pierwszym a drugim najazdem mongolskim na Polskę jakie nastąpiły w latach 1241–1266. Tytułowy syn Jazdona to kanclerz Bolesława, Pawlik, syn możnowładcy – Jazdona herbu Półkoza, który bierze udział w bitwie pod Legnicą[11] .

- 11. Pogrobek (1880) – akcja osadzona jest w II połowie XIII wieku w czasach rozbicia dzielnicowego. Głównym bohaterem jest książę Przemysł II, który dąży do zjednoczenia ziem polskich i przywrócenia monarchii[12] .

- 12. Kraków za Łokietka (1880) – akcja rozgrywa się w początku XIV wieku w Krakowie. Książę kujawski Władysław Łokietek prowadzi walkę z królem czeskim Wacławem II. Ścigany przez jego żołnierzy znajduje schronienie na dworze rycerza Zbyszka Suły. Syn Suły – kilkunastoletni Marcik przystaje do armii księcia kujawskiego. Po śmierci Wacława rządy nad dzielnicą krakowską obejmuje Łokietek. W Krakowie rozpoczyna się tzw. bunt wójta Alberta, w którym niemieckie mieszczaństwo przeciw nowemu księciu prowadzi wójt Albert oraz biskup Jan Muskata[13] .

- 13. Jelita (1881) – akcja toczy się w XIV wieku za rządów Władysława Łokietka. Trwa najazd wojsk Zakonu krzyżackiego na ziemie polskie w 1331 roku, zakończony bitwą pod Płowcami. Głównym bohaterem jest możnowładca Wincz Toporczyk (Wincenty z Szamotuł), który czuje się dotknięty tym, że Łokietek odebrał mu starostwo generalne Gorzowa Wielkopolskiego, w którym dotąd panował. Aby się zemścić oraz odzyskać pozycję udaje się do Krzyżaków, a następnie u ich boku, na czele części rycerstwa wielkopolskiego, bierze udział w wyprawie na ziemie polskie[14] .

- 14. Król chłopów (1881) – akcja powieści rozgrywa się w XIV wieku w czasie panowanie króla Kazimierza Wielkiego, który pracuje nad gospodarczym rozwojem kraju. Z jego woli rozbudowywane są miasta, wznoszone mury miejskie oraz zamki obronne. Monarcha wspiera również rzemiosło, handel i górnictwo (żupy solne), a także chroni przed krzywdą i niesprawiedliwością niższe warstwy społeczne. Jego działania budzą niechęć szlachty, obawiającej się utraty przywilejów. Zawiązuje ona antymonarszą opozycję, której nieformalnym przywódcą jest starosta wielkopolski Maciej Borkowic[15] .

- 15. Biały książę (1882) – tytułowym bohaterem powieści jest książę gniewkowski Władysław III Biały (1327–1388). Akcja osadzona jest XIV wieku w czasach panowania Ludwika Węgierskiego. Opisuje losy dynastii Piastów oraz Andegawenów w tym okresie[16] .

- 16. Semko (1882) – akcja toczy się w II połowie XIV wieku, po śmierci króla Ludwika Węgierskiego. Koronę ma uzyskać jego córka Maria wraz z mężem Zygmuntem Luksemburskim. Nowy władca okazuje arogancję i pogardę dla Polaków, która wywołuje sprzeciw polskiej szlachty. Ostatecznie królową zostaje młodsza siostra Marii, Jadwiga Andegaweńska. Ponieważ jest panną zaczynają się gorączkowe poszukiwania męża, który mógłby zostać królem. Możnowładcy z Wielkopolski pod przywództwem Bartosza z Odolanowa widzą w tej roli księcia piastowskiego Siemowita IV (Semka), z kolei panowie małopolscy występują z kandydaturą wielkiego księcia Litwy – Władysława Jagiełły[17] .

- 17. Matka królów (1883) – akcja ma miejsce w Polsce początku XV wieku. Powieść opisuje losy Zofii Holszańskiej (1405–1461), czwartej żony Władysława Jagiełły[18] .

- 18. Strzemieńczyk (1883) – tytułowym bohaterem jest polski humanista Grzegorz z Sanoka herbu Strzemię. Akcja powieści osnuta jest wokół jego życia, które przypada na lata 1407–1477. Od młodości fascynuje go nauka, jednak nie podoba się to ojcu, który pragnie uczynić z niego rycerza. Grzegorz opuszcza rodzinny Sanok i udaje się do Krakowa, aby podjąć naukę. Kończy Akademię Krakowską oraz studia zagraniczne i po latach jako duchowny powraca do Krakowa gdzie staje się powszechnie szanowany dzięki nabytemu wykształceniu. Wkrótce staje się bliskim doradcą młodego króla Władysława Warneńczyka[19] .

- 19. Jaszka Orfanem zwanego żywota i spraw pamiętnik (1884) – utwór pisany w formie fikcyjnego pamiętnika. Narratorem powieści jest tytułowy Jaszko Orfan, dworzanin czterech kolejnych królów polskich: Kazimierza Jagiellończyka, Jana Olbrachta, Aleksandra Jagiellończyka oraz Zygmunta Starego. Ich panowanie wyznacza ramy czasowe powieści na przełomie XV i XVI wieku, od 1447 do 1548 roku. Jest to okres panowania w Królestwie Polskim dynastii jagiellońskiej. Na tle dziejów Polski przedstawiony jest życiorys Jaszki, który dowiaduje się, że mieszczanie wileńscy, którzy go wychowali są przybranymi rodzicami. Bohater postanawia dowiedzieć się kim są ci prawdziwi[13] .

- 20. Dwie królowe (1884) – akcja toczy się w XVI-wiecznej Polsce, kiedy na dwór królewski przybywa habsburska księżniczka Elżbieta, aby poślubić polskiego następcę tronu Zygmunta Augusta. Królowa Bona Sforza, która nienawidzi Habsburgów, próbuje bezskutecznie przeszkodzić ożenkowi i rozpoczyna teraz intrygi przeciwko synowej. Osią fabuły jest rywalizacja prohabsburskiego stronnictwa króla Zygmunta Starego z przeciwnikami skupionymi wokół Bony[20] .

- 21. Infantka (1884) – tytułową infantką jest Anna Jagiellonka, córka Zygmunta Starego i Bony Sforzy. Akcja powieści rozpoczyna się w ostatnich latach życia i rządów, brata Anny, Zygmunta Augusta. Po jego śmierci następuje okres bezkrólewia, który powoduje, że Anna staje się osobą wpływową w Królestwie Polskim. Angażuje się wówczas w działalność polityczną, przyczyniając się do wyboru na tron księcia andegaweńskiego Henryka Walezego w pierwszej wolnej elekcji. Marzy o małżeństwie z nowym królem, ale przyszłość okazuje się inna[19] .

- 22. Banita (1885) – akcja powieści ma miejsce w XVI-wiecznej Polsce w czasie panowania Stefana Batorego (1575–1586), który prowadzi zwycięskie wojny z Rosją. Król pragnie uczynić z Polski potężne, liczące się w Europie państwo i jednocześnie wzmocnić instytucję władcy. Politykę swą opiera na ludziach młodych, a nie na starych rodach magnackich. Do wysokich godności dochodzi Jan Zamoyski, który staje się drugą osobą w państwie. Część magnaterii jest jednak niezadowolona formując opozycję antykrólewską. Na jej czele stoi tytułowy banita – Samuel Zborowski z możnego wielkopolskiego rodu Zborowskich[19] .

- 23. Bajbuza (1885) – akcja powieści toczy się między 1587 a 1607 rokiem, w czasie kolejnego bezkrólewia po śmierci Batorego i pierwszych latach rządów jego następcy. Rywalizują ze sobą dwa stronnictwa polityczne, które w czasie wolnej elekcji prowadzą wojnę o polski tron pomiędzy Zygmuntem Wazą a arcyksięciem Maksymilianem. Wygrywa stronnictwo Zygmunta, jednak opozycyjna szlachta doprowadza do wojny domowej – rokoszu Zebrzydowskiego. Przywódcą buntu jest Jan Zamoyski, a po jego śmierci Mikołaj Zebrzydowski. Tytułowym bohaterem jest lojalny nowo wybranemu królowi zamożny szlachcic wołyński, Iwan Bajbuza[21] .

- 24. Na królewskim dworze (1886) – powieść osadzona jest w XVII wieku i obejmuje czasy panowania Władysława IV Wazy, który stara się wzmocnić władzę królewską. Zwołuje koalicję państw chrześcijańskich w celu wspólnego ataku na Turcję. Przeciwko tym planom występują magnaci, obawiający się zarówno klęski, która oznaczałaby zniszczenie kraju, jak i zwycięstwa, które wzmocniłoby w Polsce monarchię oraz osłabiłoby ich wpływy[22] .

- 25. Boży gniew (1886) – akcja toczy się w XVII-wiecznej Rzeczypospolitej za panowania króla Jana Kazimierza. W kraju trwa powstanie Kozaków zaporoskich, które przeszło do historii jako powstanie Chmielnickiego. Wojska polskie ponoszą sromotne klęski w starciach z buntownikami. Król zaraz po objęciu władzy podejmuje desperacką walkę. Pierwsza wyprawa kończy się klęską w bitwie pod Zborowem, a kolejna zwycięstwem w bitwie pod Beresteczkiem[23] .

- 26. Król Piast (1888) – w roku 1669 po abdykacji Jana Kazimierza, rozpoczyna się kolejna elekcja mająca wyłonić przyszłego króla. Doprowadza ona do władzy Michała Korybuta Wiśniowieckiego syna Jeremiego, który do tej pory był mało znaczącym księciem. Nowy monarcha nie jest w stanie sprostać wyzwaniom niespokojnych czasów – kraj zagrożony jest agresywnym działaniem ze strony Turcji, a sytuacja wewnętrzna pełna jest konfliktów szlacheckich stronnictw[22] .

- 27. Adama Polanowskiego, dworzanina króla Jegomości Jana III notatki (1888) – druga powieść w cyklu, której Kraszewski nadał formę fikcyjnego pamiętnika. Tytułowy bohater Adam Polanowski w 1673 roku wstępuje na służbę do hetmana wielkiego koronnego Jana Sobieskiego służąc mu do jego śmierci. Jest świadkiem ważnych wydarzeń, takich jak bitwa pod Chocimiem, obiór Sobieskiego na króla, wreszcie bitwa pod Wiedniem. Dzięki niemu czytelnik poznaje również życie oraz intrygi dworu królewskiego[24] .

- 28. Za Sasów (1889) – akcja obejmuje przełom XVII i XVIII wieku, lata 1697–1709. Głównym bohaterem powieści jest August II Mocny król Polski i Saksonii z dynastii Wettynów, który obejmuje władzę w Rzeczypospolitej dzięki intrygom oraz przekupstwu na wielką skalę, jakie stosował podczas wolnej elekcji. Po objęciu rządów dąży do władzy absolutnej i likwidacji demokracji szlacheckiej starając się zamienić tron polski w dziedziczne wiano dynastii Wettynów. Zamierza wzmocnić swoją potęgę dzięki zwycięskiej wojnie ze Szwecją[22] .

- 29. Saskie ostatki (1889) – akcja umiejscowiona jest u schyłku Rzeczypospolitej Obojga Narodów, około roku 1763. W kraju panuje król August III z dynastii Wettynów, który został ukazany jako władca słaby i nieudolny. Faktycznie w jego imieniu rządzi wszechwładny minister Henryk Brühl[24] .